# Exili
Exili – włoski chemik i truciciel, żyjący w XVII wieku. Jego prawdziwe nazwisko prawdopodobnie brzmiało Nicolò Egidi.
Niewiele wiadomo o jego życiu, zachowały się jedynie szczątkowe informacje o pewnych autentycznych szczegółach z jego biografii. Był chemikiem wytwarzającym trucizny na zlecenie władców i arystokratów. Według tradycji był opłacany przez Olimpię Maidalchini, bratową papieża Innocentego X. Następnie pracował dla Krystyny, królowej Szwecji.
W 1663 jego obecność we Francji wzbudziła podejrzenia rządu francuskiego, co skutkowało uwięzieniem go w Bastylii. Cele dzielił z nim Godin de Sainte-Croix, któremu Exili, według niektórych źródeł, przekazał wiedzę o metodach przyrządzania trucizn. Po opuszczeniu więzienia Godin miał przekazać z kolei tę wiedzę swojej kochance markizie de Brinvilliers, która zasłynęła później jako groźna trucicielka.
Po trzech miesięcach pozbawienia wolności, wpływowi przyjaciele spowodowali uwolnienie Exili, który rychło opuścił Francję i przeniósł się do Anglii. W 1681 roku ponownie był we Włoszech, gdzie ożenił się hrabiną Fantaguzzi, drugą kuzynką księcia Modeny Franciszka II.